# Saint-Philippe-d'Aiguille
Saint-Philippe-d'Aiguille is een gemeente in het Franse departement Gironde (regio Nouvelle-Aquitaine) en telt 428 inwoners (2004). De plaats maakt deel uit van het arrondissement Libourne.

## Geografie
De oppervlakte van Saint-Philippe-d'Aiguille bedraagt 5,9 km², de bevolkingsdichtheid is 72,5 inwoners per km².
De onderstaande kaart toont de ligging van Saint-Philippe-d'Aiguille met de belangrijkste infrastructuur en aangrenzende gemeenten.

## Demografie
Onderstaande figuur toont het verloop van het inwonertal (bron: INSEE-tellingen).